# (12153) Conon
(12153) Conon est un astéroïde de la ceinture principale.

## Description
(12153) Conon est un astéroïde de la ceinture principale. Il fut découvert par Cornelis Johannes van Houten, Ingrid van Houten-Groeneveld et Tom Gehrels le 26 mars 1971 à l'observatoire Palomar. Il présente une orbite caractérisée par un demi-grand axe de 2,26 UA, une excentricité de 0,128 et une inclinaison de 3,63° par rapport à l'écliptique.
Il fut nommé en hommage à Conon de Samos (280-220 av. J.-C.), astronome et mathématicien grec qui travailla à Alexandrie. Ami d'Archimède, il a baptisé une constellation Chevelure de Bérénice en l'honneur de la femme de son protecteur, Bérénice.

## Compléments